# Sint-Joannes Vianneykerk (Chênée)

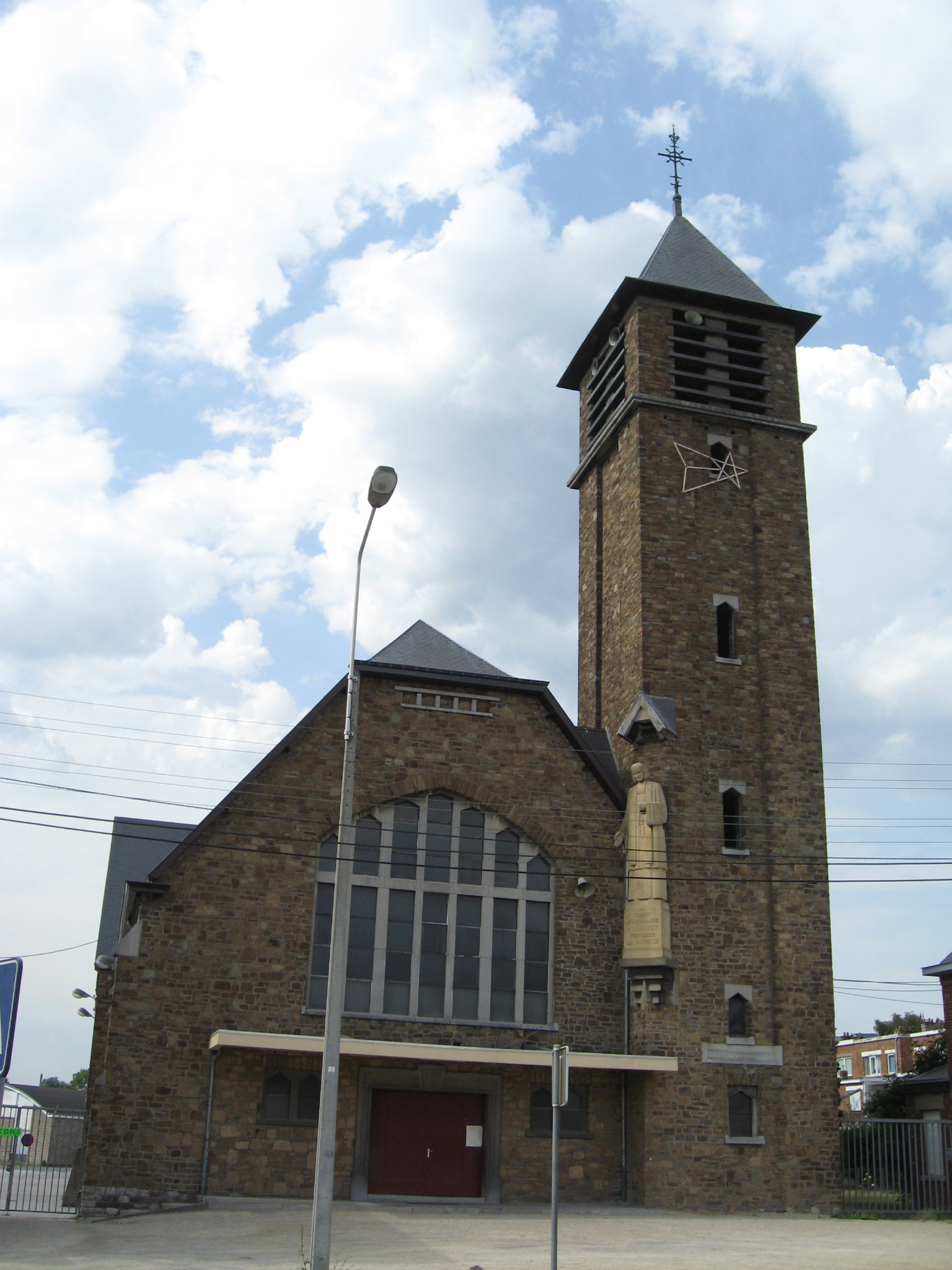
Sint-Joannes Vianneykerk

De Sint-Joannes Vianneykerk (Église Saint-Jean-Marie Vianney) of Pastoor-van-Arskerk, is een parochiekerk in de Luikse deelgemeente Chênée, gelegen aan de Rue du Centenaire 69 in de buurt Malvaux

## Gebouw
Deze kerk werd gebouwd in 1934-1937 naar ontwerp van Emile Deshayes & Zn. Als bouwmateriaal werden zandspeenblokken gebruikt. Rechts van de voorgevel bevindt zich een hoge, aangebouwde toren, waartegen zich een beeld van de Pastoor van Ars bevindt, In het koor bevinden zich glas-in-loodvensters.